# Calliptamicus semiroseus
Calliptamicus semiroseus is een rechtvleugelig insect uit de familie veldsprinkhanen (Acrididae). De wetenschappelijke naam van deze soort is voor het eerst geldig gepubliceerd in 1838 door Serville.
1. ↑  (en) Calliptamicus semiroseus op de IUCN Red List of Threatened Species.